# انیس (تگزاس)
انیس، تگزاس(به انگلیسی: Ennis, Texas) شهری در ایالت تگزاس از ایالات جنوبی ایالات متحده آمریکا است. در سرشماری سال ۲۰۰۰، جمعیت این شهر ۱۶۰۴۵ نفر اعلام شد.